# Szent Borisz és Gleb-templom
A Szent Borisz és Gleb-templom (belaruszul: Царква Св. Барыса і Глеба), átírt formában Boriszoglebszkaja-templom a fehéroroszországi Hrodna legrégebbi műemlék épülete. A középkori Kalozsa település helyén található épületet gyakran nevezik Kalozsa-templomnak is. Ez az ősi fekete rutén kultúra és építészet egyetlen fennmaradt emléke, amelyet más ortodox templomoktól megkülönböztet a kék, zöld vagy vörös árnyalatú polikróm csiszolt kövek bőséges használata, amelyek keresztet vagy más alakzatokat formálnak a falon.

## Jellemzői
A templom keresztkupolás kialakítású, amelyet hat  oszlop támaszt alá. A külseje kiemelkedő pilaszterekkel tagolt, amelyet lekerekített sarkok szegélyeznek, akárcsak a teljes épületet.
A déli fal és a nyugati fal egy része, valamint 3 apszis és 2 nyugati kupola alatti oszlop már nem eredeti, emellett az újjáépített folyó felőli részt deszkákkal burkolták be, így jól elkülöníthetőek a rekonstruált és az eredeti részek. A templom építéséhez felhasznált anyagok a tégla, kő, mész és mészhabarcs voltak. A templom 13,5 méterszer 21,5 méter alapterületű épület, keleti oldalán három félköríves szentélyapszissal. A falvastagság körülbelül 1,2 méter, maguk a falak 3,5-4-szer 16,5-szer 26-28 centiméteres vékony téglákból készültek. Néhány tégla végén cirill betűk és domborművek találhatók, amelyek jelentését még nem teljesen tisztázták. A templom alapja 1,5 méter mély, amely földdel vagy homokkal borított sziklákból áll. Rövid lépcsőszerű talapzat képzi az alsó részét, amelyet a folyó felőli oldalon támfalakkal erősítettek meg.
A homlokzati falak téglája nagy méretű, színes, csiszolt, gránit- és gneiszköveket, valamint különböző méretű, alakú és színű mázas borítású kerámialapokat tartalmaz, amelyek különböző geometriai alakzatokat és kereszteket formáznak. A templomnak három bejárata volt: a középső a nyugati oldalon és két oldalirányú. Az épületet egy kicsi henger alakú kupola koronázta meg. A templom felső részének boltíves ablakai voltak. Nem lehet pontosan rekonstruálni a Kalozsa-templom eredeti külső kinézetét, mivel annak felső részei és a déli fal, valamint a szomszédos falak egyes részei a Nyemanba zuhantak. A belső dekoráció fő eleme a majolika padló volt, sárga, zöld és barna színű lapokból összeillesztve. Az északi fal alsó részén számos fülke található, az egyikben és az oltáron freskótöredékeket fedeztek fel. A belső teret egykor számtalan beépített kancsó szegélyezte. Ezeket általában rezonátorként használták a keleti ortodox egyházakban, hogy javítsák a helyiség akusztikáját, emellett dekoratív hatást keltettek, de emiatt a főhajót soha nem festették ki. Hat, körülbelül 1,2 méter átmérőjű oszlop osztotta a templomot három hajóra, így a viszonylag kicsi alapterület ellenére a belső tér sokkal tágabbnak hat. A nyugati részen, a bejárat felett karzatok állnak. A falakon lépcső vezetett a kórusokhoz, ezek közül az egyik fennmaradt az északi falon. Jelenleg a Kalozsa-templomot aktívan használják egyházi célokra.

## Története
A Szent Borisz és Gleb-templomot az 1180-as években Pjotr Milaneg  vezetésével építették a Nyeman folyó magas jobb partján, a Várheggyel szemben, ahol ma a hrodnai Régi kastély áll. A kutatók úgy vélik, hogy a templomot az 1180-as évek elején Msztyiszlav Vszevolodovics grodnói fejedelem alapította elhunyt testvérei, Szent Borisz és Gleb tiszteletére. Azt is feltételezik, hogy a templom egykori Kalozsa településről kapta második nevét, amikor a krónikák szerint 1405-ben Vytautas nagyfejedelem a mai épület közelében telepedett le Pszkovból magával hozott nagy számú, mintegy 11 000 emberrel. Vannak olyan változatok, amelyek szerint a név származhat a szláv Kolozsan szóból, ami azt a helyet jelölte, ahol a pogányok a tavaszi ünnepségeiket tartották.
Építésze és építője valószínűleg Pjotr Milaneg építész volt, de vannak olyan változatok, amelyek szerint az építő egy ismeretlen bizánci szerzetes lehetett, aki így a grodnói keresztények egyik megtérítője volt. Az akkori templomokhoz hasonlóan az építészet is sok motívumot emelt át a bizánci építészetből, de számos helyi építési hagyományt is tükröz. Józef Jodkowski történész úgy vélte, hogy a templom védelmi célokkal is rendelkezhetett, de a modern kutatók elutasítják ezt a nézetet, tekintettel a terület vízellátásának hiányára, az erődítményekhez képest vékony és gyenge falakra és jelentéktelen stratégiai jelentőségére, különösen annak tükrében, hogy a szomszédos dombok sokkal jobban védhetőek nála.
Nincsenek írásos források az épület sorsáról a 12-15. századból, ami valószínűleg gyakran szenvedett károkat a várost ostromló Német Lovagrend támadásaitól. A templom első írásos említése 1480-ból származik, és a Callisto-templom apátjának nevéhez fűződik. 1485-ben Ivaszko Szergejevics grodnói polgár adományozta a kolostornak a Paniamon birtokot. Ebben az időszakban a sérült külső  falakat kijavították, amit a beépített jellegzetes litván téglák is bizonyítanak. Egyes kutatók azonban ezt a javítást a 16. századra datálják. A templom sokáig épségben fennmaradt, miután a 16. és 17. században helyreállították, Michał Kulesza még az 1840-es években is teljes pompájában ábrázolta. 1853. április 2. éjjelén a Nyeman alámosta a dombot, a magaspart megcsúszása miatt a déli fal leomlott, 1889-ben a déli apszis is összedőlt.
1910-ben és 1935-ben műemlékvédelmi munkálatokat végeztek rajta, 1970-ben és 1985-1987-ben konzervációs és javítási munkákat végeztek. A helyreállítási munkálatok során  fedezte fel a 12. századi freskók néhány töredékét Vaszilij Griaznov építészettörténész az apszisokban. Hrodnában és Vavkaviszkben négy másik, ugyanolyan stílusú templom maradványait fedezték fel kancsókkal és freskók helyett színes kövekkel. Mindannyiuk története a 13. század fordulójára nyúlik vissza, csakúgy, mint a régi hrodnai kastély első kőpalotájának maradványai. A templom a Szovjetunió idején múzeumként működött, az ortodox egyház 1991-ben kapta vissza.
2004-ben felkerült az UNESCO világörökségi helyszíneinek javaslati listájára.

## Galéria

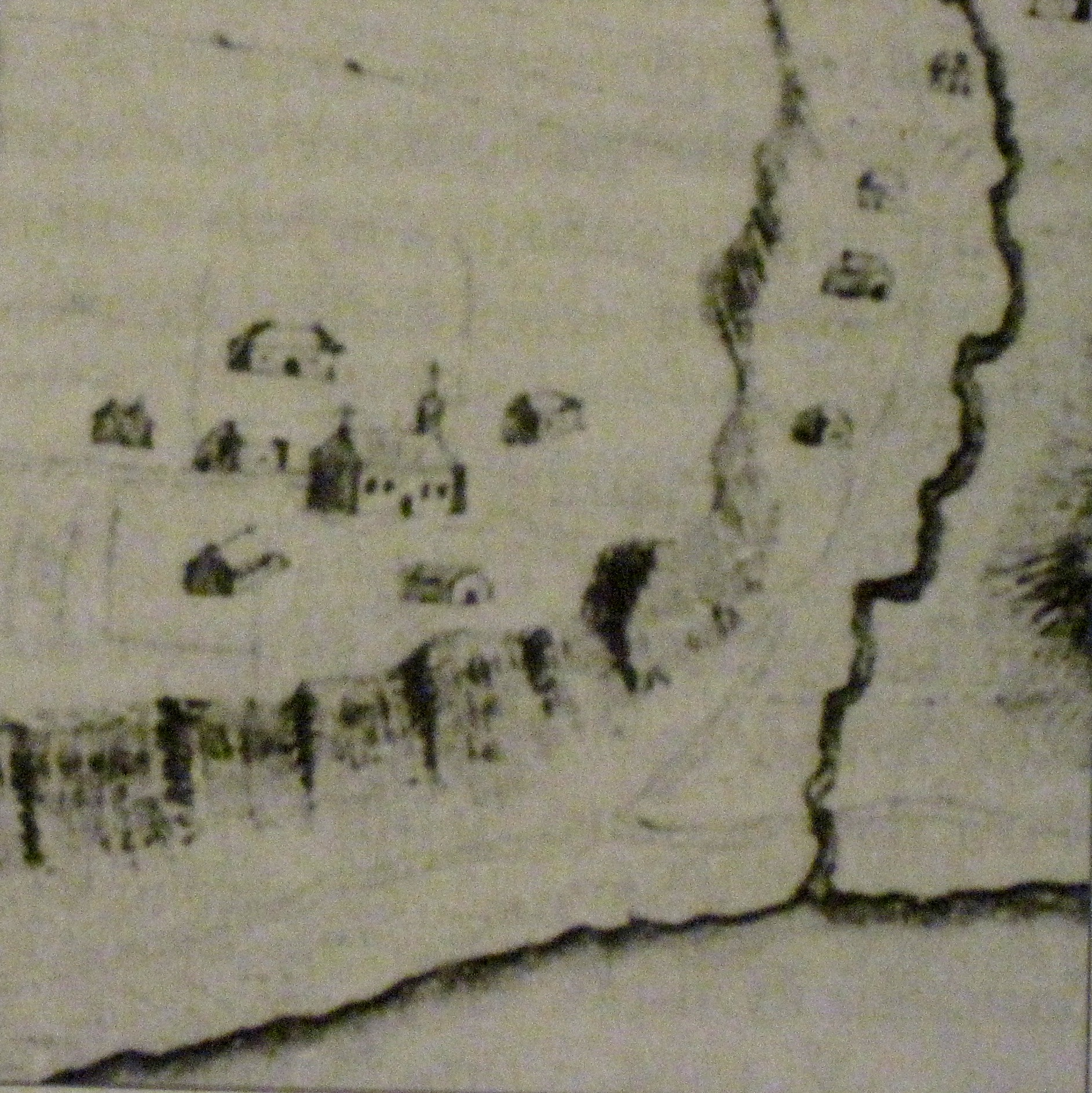
A templom és környéke 1706-ban
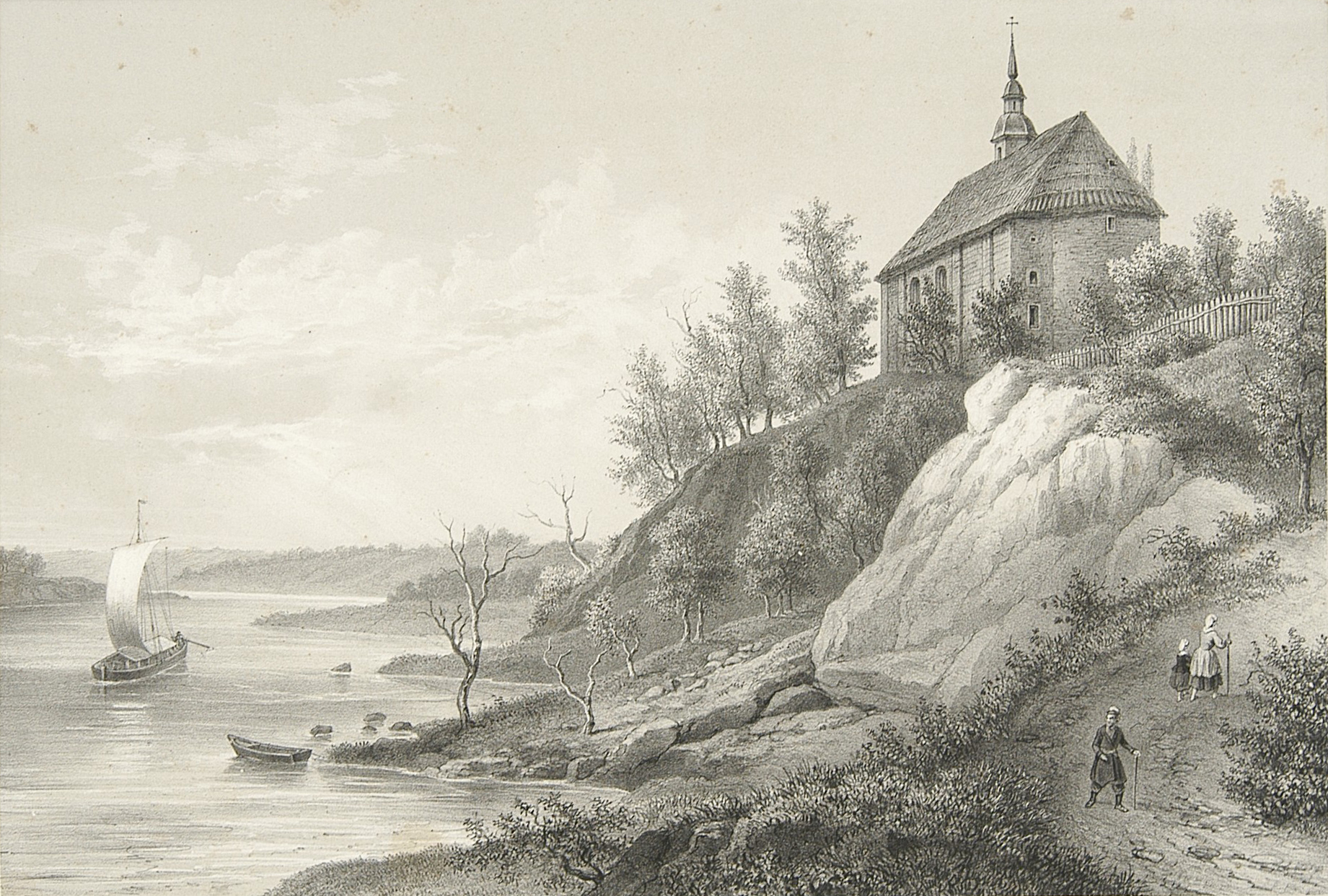
1852-ben, még eredeti állapotában
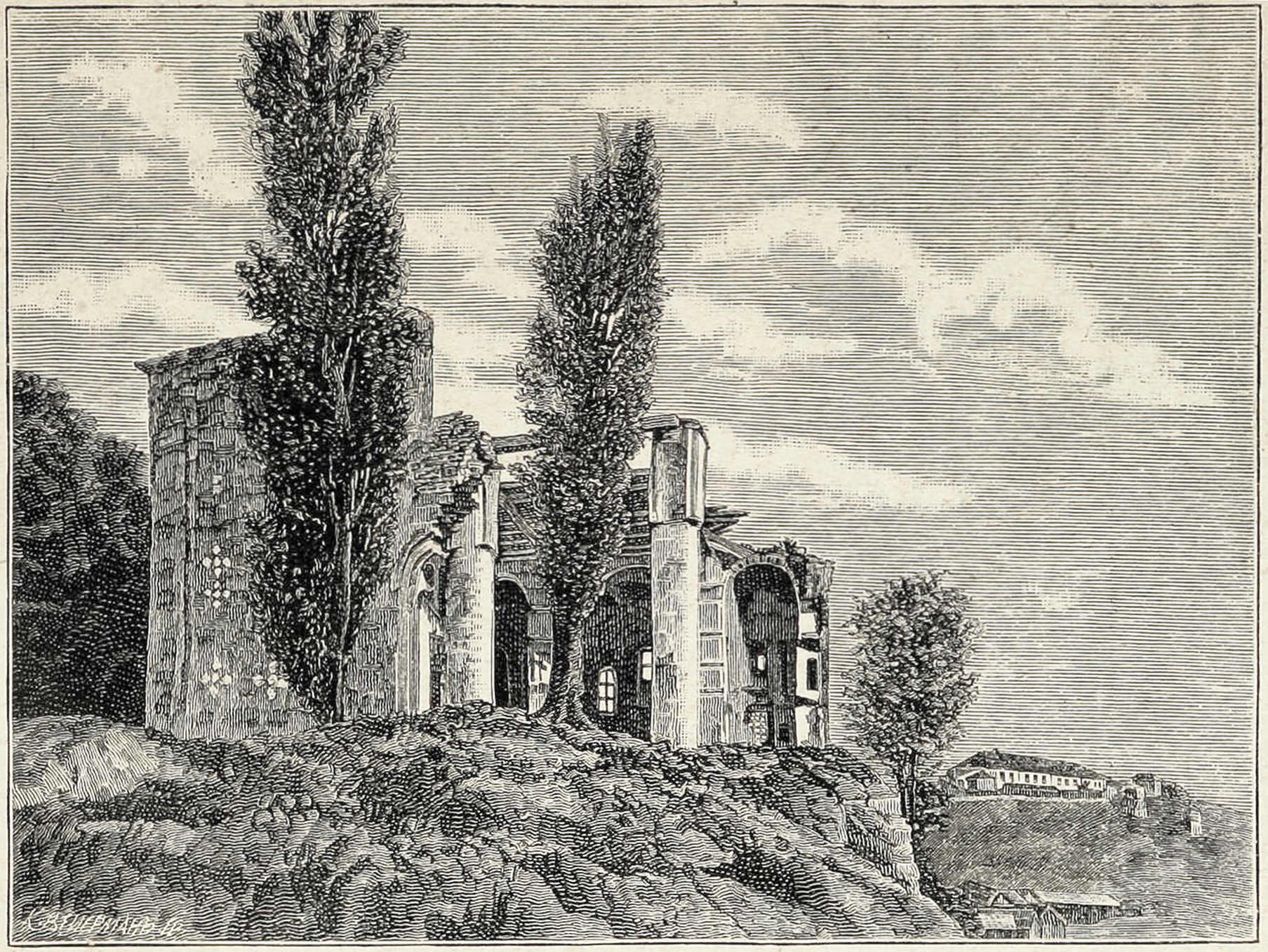
A romos épület 1890-ben
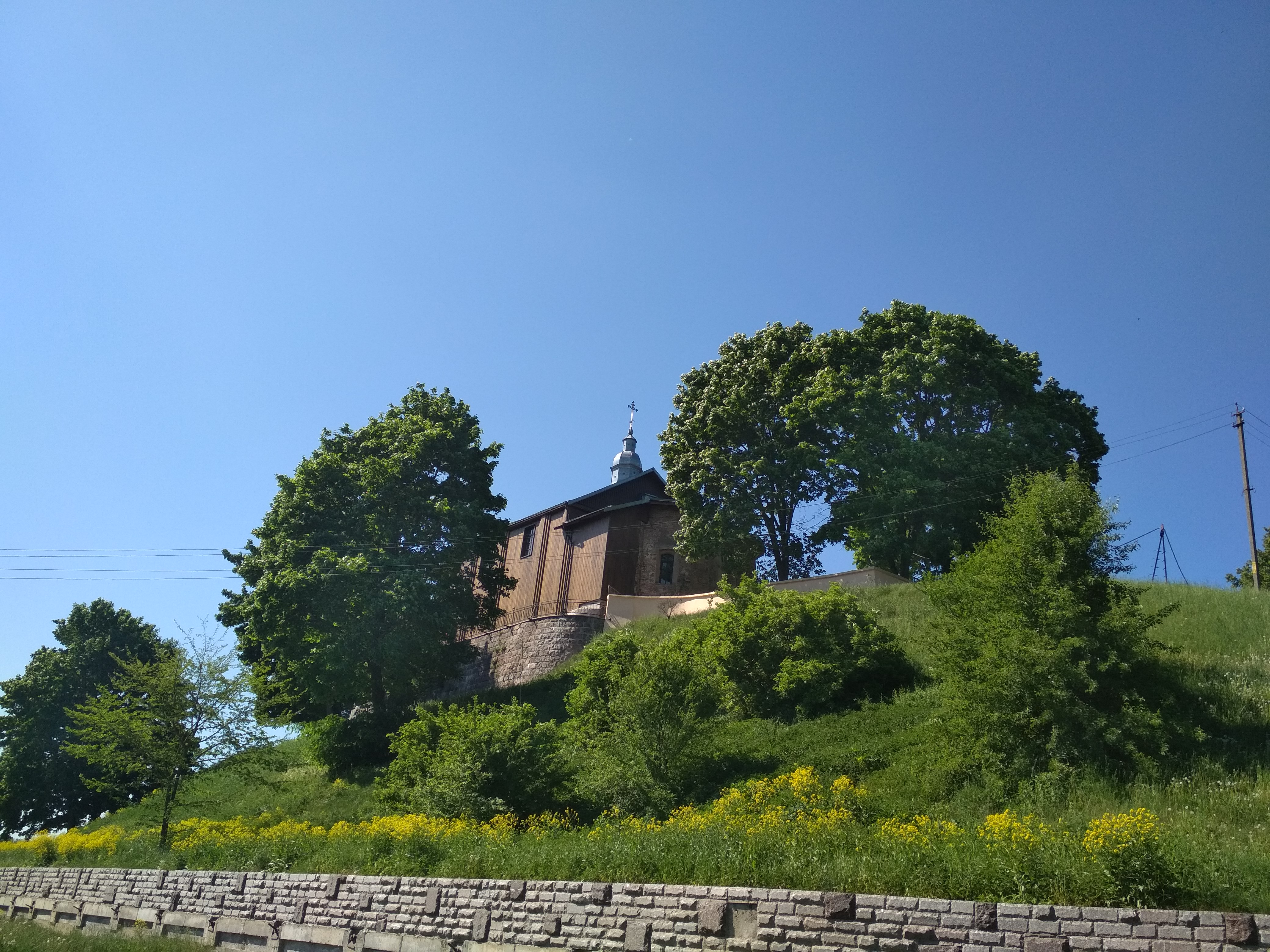
A megerősített magaspart
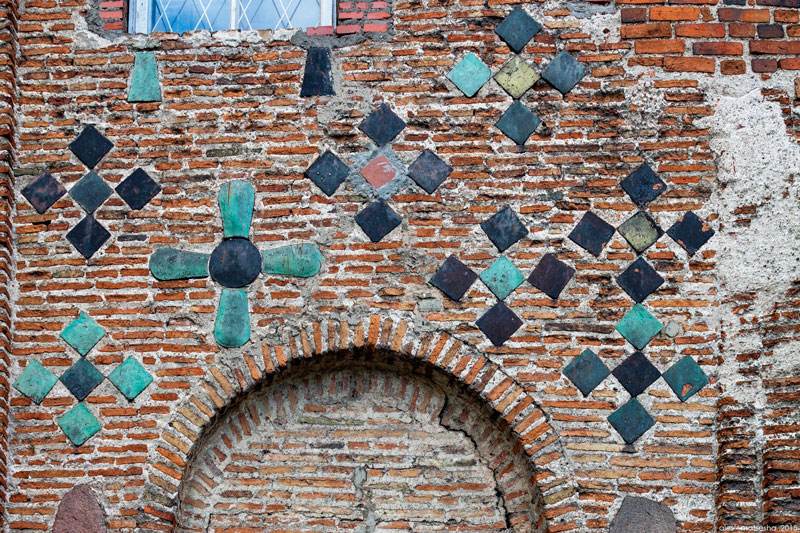
A különleges eredeti külső díszítés részlete
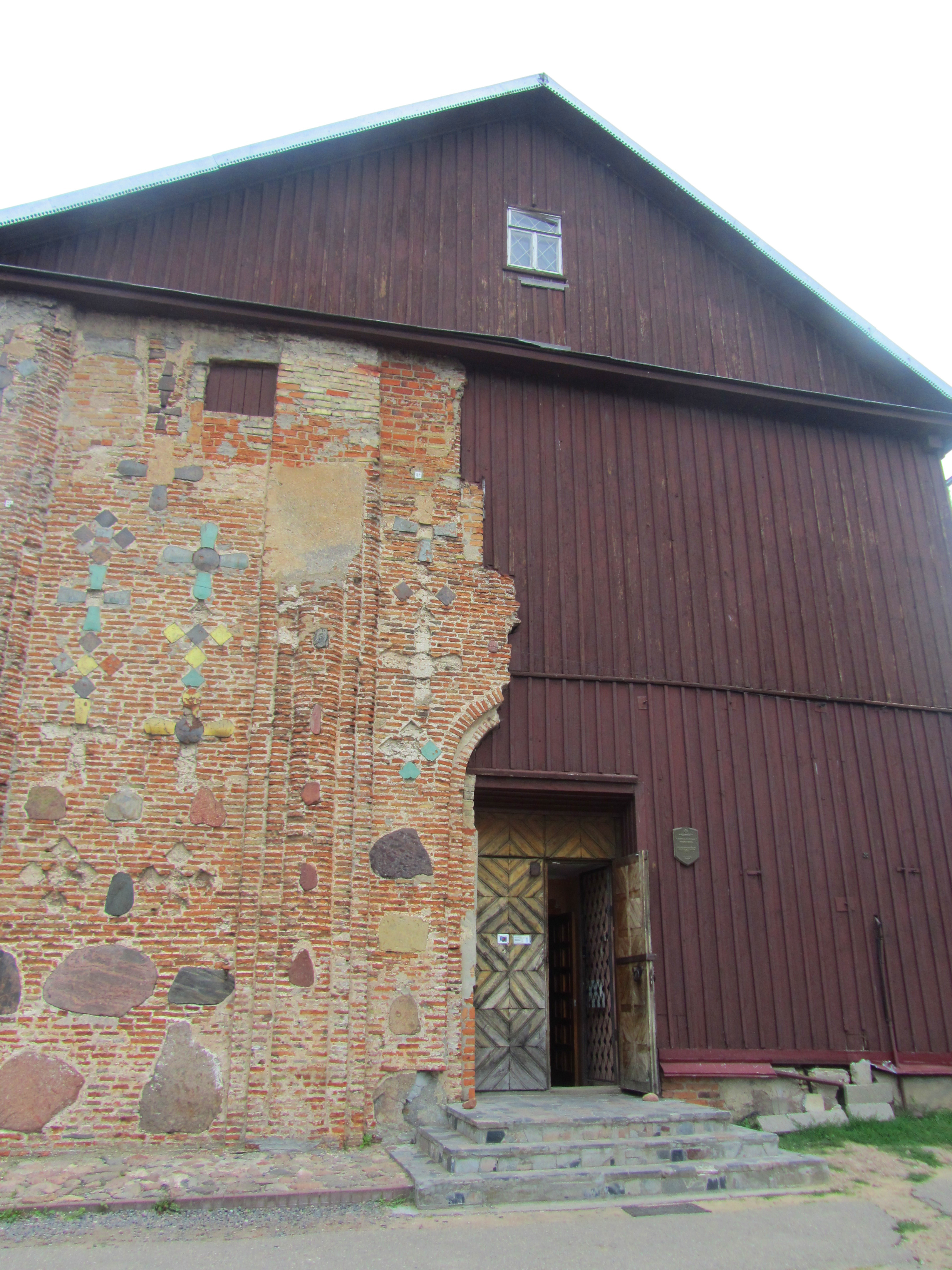
A kettős homlokzat: az eredeti és a pótolt részek határa jól kivehető
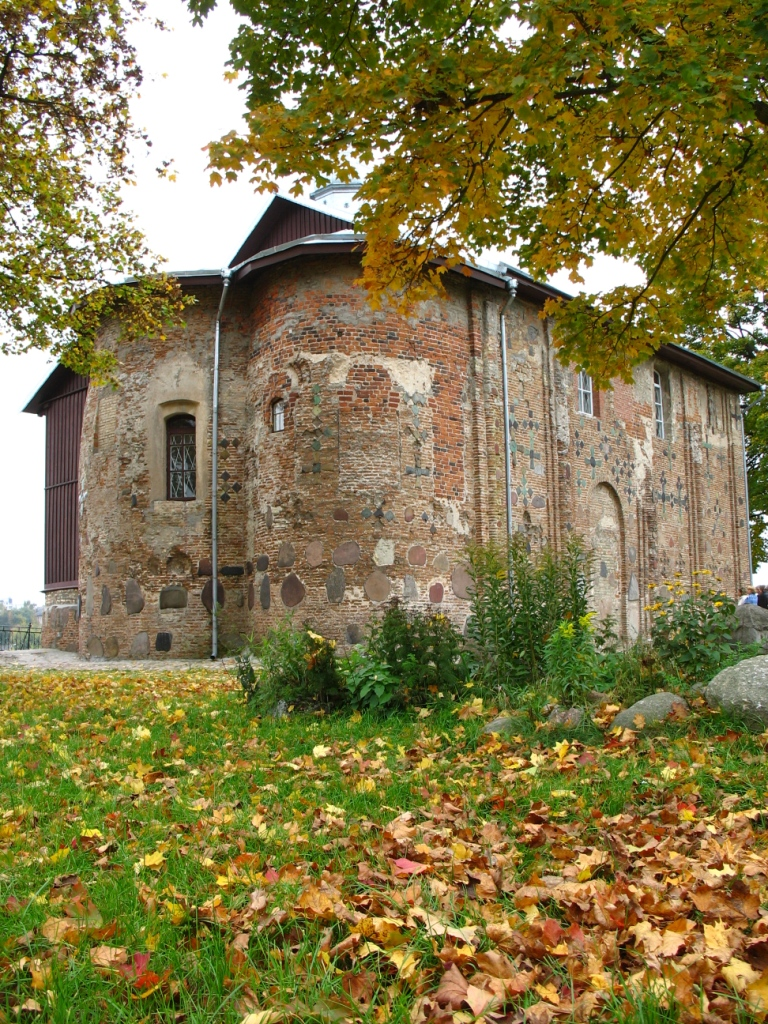
Az egyedi módon díszített szentélyapszisok
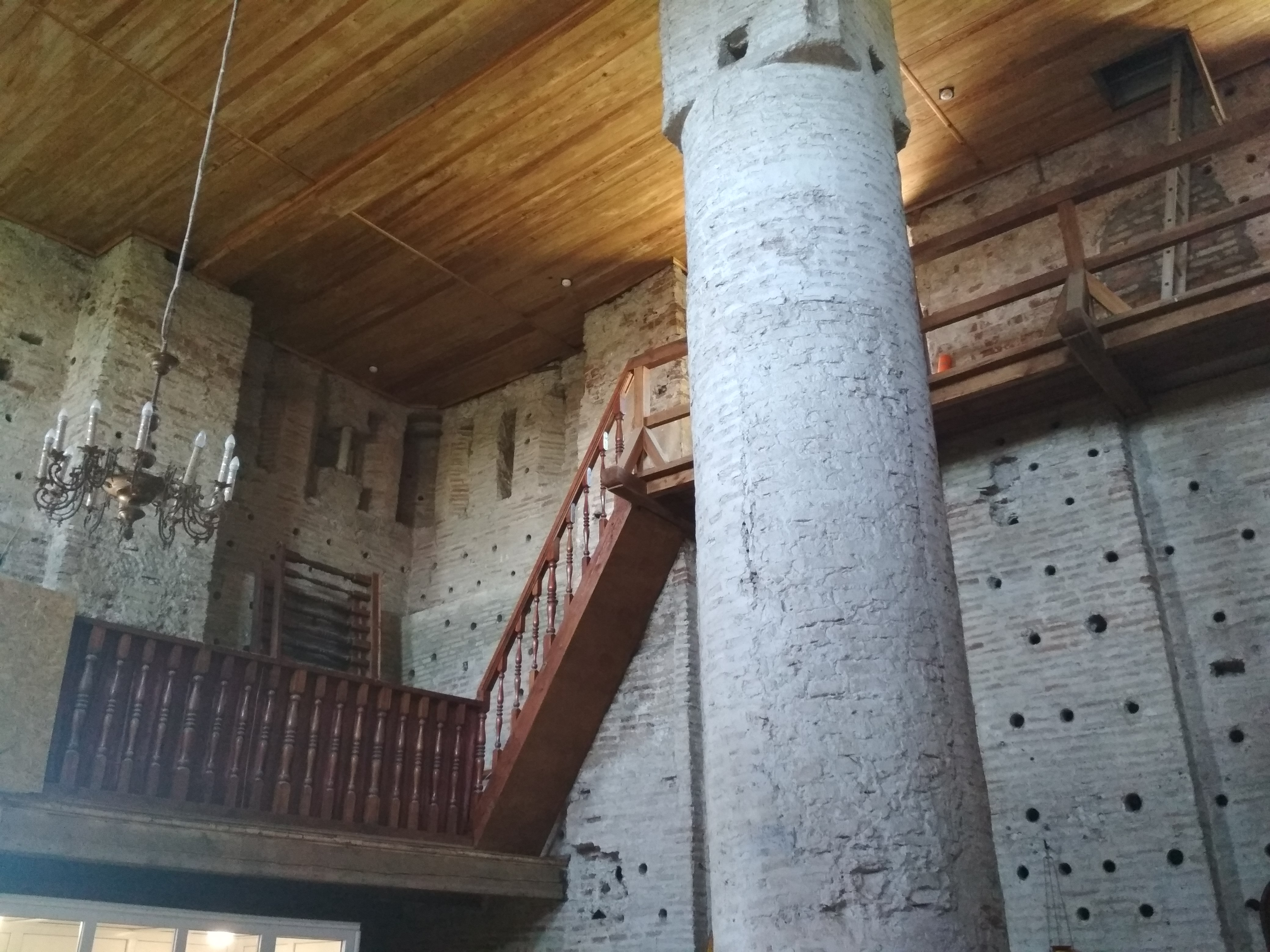
Az egyik tartóoszlop, a lyukak a háttérben a beépített kancsók
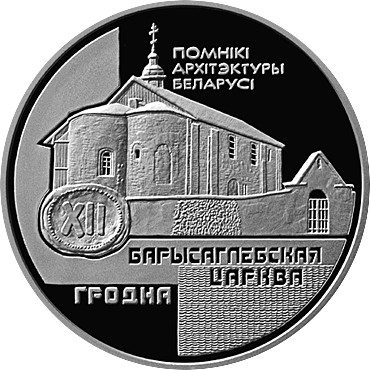
Fehérorosz ezüst emlékérmén

## Fordítás
- Ez a szócikk részben vagy egészben  a   Kirche der Heiligen Boris und Gleb (Hrodna) című német Wikipédia-szócikk ezen változatának fordításán alapul.  Az eredeti cikk szerkesztőit annak laptörténete sorolja fel. Ez a jelzés csupán a megfogalmazás eredetét és a szerzői jogokat jelzi, nem szolgál a cikkben szereplő információk forrásmegjelöléseként.